# Giancarlo Badessi
Giancarlo Badessi (Lecco, 21 settembre 1928 – Roma, 6 dicembre 2011) è stato un attore italiano.

## Biografia
Nativo di Lecco, aveva iniziato a lavorare come impiegato presso l'industria "Bonaiti" di Castello Brianza studiando la sera, allo stesso tempo, per ottenere il diploma di ragioniere. Si avvicinò al mondo dello spettacolo durante il servizio militare a Torino, nel 1950, quando, tra i commilitoni di fanteria, c'era il milanese Giancarlo Cobelli, aspirante attore e regista, con il quale instaurerà un rapporto di amicizia. Iniziò collaborando al testo teatrale La caserma delle fate, da cui in seguito viene tratto il film Fermate il mondo... voglio scendere!, diretto dallo stesso Cobelli. Lasciò quindi il lavoro di ragioniere, sentendo il fascino della recitazione e del cinema.
Nel 1958 lascia la città natale per trasferirsi prima a Milano e poi a Roma. A partire dal 1967 ha interpretato numerose pellicole, ricoprendo sempre parti di caratterista, diventando inoltre un volto noto della televisione soprattutto nell'ambiente pubblicitario. Il suo curriculum artistico lo vedrà lavorare anche con Alberto Sordi, e interpreterà il ruolo dell'Imperatore Claudio nel discusso Caligola (1979). Nel 1975 ha inoltre lavorato con Tinto Brass nel film Salon Kitty dove ha interpretato la parte di un gerarca. Ebbe anche una partecipazione significativa, nella quale spicca la sua perfetta dizione, nel film Giordano Bruno, con la regia di Giuliano Montaldo e come protagonista Gian Maria Volonté.
Era legato da profonda amicizia con l'attrice Laura Antonelli. Nel 1998 aveva ricevuto il riconoscimento civico di San Nicolò, presso il Teatro della Società; in quella circostanza era stato premiato anche Nino Castelnuovo.
Da anni ritiratosi dalle scene, è morto a Roma, città dove risiedeva, il 6 dicembre 2011, all'età di 83 anni, a causa di un infarto. È sepolto nel cimitero Monumentale di Lecco, nella tomba dei genitori.

## Filmografia

### Attore

#### Cinema
- Scusi, lei è favorevole o contrario?, regia di Alberto Sordi (1966)
- Gangsters '70, regia di Mino Guerrini (1968)
- Colpo di sole, regia di Mino Guerrini (1968)
- I quattro dell'Ave Maria, regia di Giuseppe Colizzi (1968)
- Tepepa, regia di Giulio Petroni (1968)
- Eat It, regia di Francesco Casaretti (1969)
- La notte dei serpenti, regia di Giulio Petroni (1969)
- Beatrice Cenci, regia di Lucio Fulci (1969)
- Dove vai tutta nuda?, regia di Pasquale Festa Campanile (1969)
- Colpo di stato, regia di Luciano Salce (1969)
- Vedo nudo, regia di Dino Risi (1969)
- Fermate il mondo... voglio scendere!, regia di Giancarlo Cobelli (1970)
- Satiricosissimo, regia di Mariano Laurenti (1970)
- Confessione di un commissario di polizia al procuratore della repubblica, regia di Damiano Damiani (1971)
- Roma bene, regia di Carlo Lizzani (1971)
- Monta in sella figlio di...!, regia di Tonino Ricci (1972)
- Il grande duello, regia di Giancarlo Santi (1972)
- L'Aretino nei suoi ragionamenti sulle cortigiane, le maritate e... i cornuti contenti, regia di Enrico Bomba (1972)
- Poppea... una prostituta al servizio dell'impero, regia di Alfonso Brescia (1972)
- Colpo grosso... grossissimo... anzi probabile, regia di Tonino Ricci (1972)
- Cosa avete fatto a Solange?, regia di Massimo Dallamano (1972)
- Confessioni segrete di un convento di clausura, regia di Luigi Batzella (1972)
- Le mille e una notte... e un'altra ancora!, regia di Enrico Bomba (1972)
- Giordano Bruno, regia di Giuliano Montaldo (1973)
- Un ufficiale non si arrende mai, nemmeno di fronte all'evidenza. Firmato Colonnello Buttiglione, regia di Mino Guerrini (1973)
- Partirono preti, tornarono... curati, regia di Bianco Manini (1973)
- Daniele e Maria, regia di Ennio De Concini (1973)
- Il Saprofita, regia di Sergio Nasca (1974)
- Innocenza e turbamento, regia di Massimo Dallamano (1974)
- Il gioco della verità, regia di Michele Massa (1974)
- Il trafficone, regia di Bruno Corbucci (1974)
- La polizia chiede aiuto, regia di Massimo Dallamano (1974)
- Perché si uccide un magistrato, regia di Damiano Damiani (1974)
- Amore vuol dir gelosia, regia di Mauro Severino (1975)
- Vergine, e di nome Maria, regia di Sergio Nasca (1975)
- Mondo candido, regia di Gualtiero Jacopetti e Franco Prosperi  (1975)
- La polizia accusa: il Servizio Segreto uccide, regia di Sergio Martino (1975)
- Povero Cristo, regia di Pier Carpi (1975)
- Vermisat, regia di Mario Brenta (1975)
- Salon Kitty, regia di Tinto Brass (1975)
- Squadra antifurto, regia di Bruno Corbucci (1976)
- Todo modo, regia di Elio Petri (1976)
- L'ultima volta, regia di Aldo Lado (1976)
- Napoli si ribella, regia di Michele Massimo Tarantini (1977)
- Gran bollito, regia di Mauro Bolognini (1977)
- Il figlio dello sceicco, regia di Bruno Corbucci (1977)
- Squadra antitruffa, regia di Bruno Corbucci (1977)
- Caligola, regia di Tinto Brass (1979)
- Action, regia di Tinto Brass (1980)
- Fuga dall'arcipelago maledetto, regia di Antonio Margheriti (1982)

#### Televisione
- Delitto di regime - Il caso Don Minzoni, regia di Leandro Castellani – miniserie TV (1973)
- Mosè, la legge del deserto – miniserie TV (1974)

### Sceneggiatore
- Fermate il mondo... voglio scendere!, regia di Giancarlo Cobelli (1970)